# Гропиус, Манон

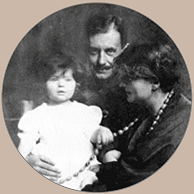
Манон Гропиус со своими родителями Вальтером Гропиусом и Альмой Малер. 1918

Манон Альма Анна Юстина Каролина Гропиус (нем. Manon Alma Anna Justine Caroline Gropius; 5 октября 1916, Вена — 22 апреля 1935, Вена) — дочь Вальтера Гропиуса и Альмы Малер. Единоутробная сестра Анны Малер. Имя Альма получила в честь матери, Манон — в честь бабушки по отцовской линии.

## Биография
В мемуарах Элиаса Канетти и Эрнста Кренека Манон предстаёт привлекательной и артистически одарённой девушкой со сдержанным характером. Мать Манон, отличавшаяся антисемитскими взглядами, очень гордилась арийским происхождением дочери. По словам биографа Альмы Малер-Верфель Оливера Хильмеса, её мать всячески хлопотала о том, чтобы выдать дочь Манон замуж за австрийского политика Антона Ринтелена.
В апреле 1934 года в Венеции Манон заболела полиомиелитом и спустя год умерла. Смерть Манон произвела резонанс в австрийском обществе и получила широкое освещение в прессе. На похоронах Манон Гропиус траурную речь произнёс теолог Иоганнес Гольнштейнер, в то время состоявший в связи с Альмой Малер. Альбан Берг сочинил в честь Манон концерт для скрипки с оркестром, назвав его «Памяти ангела». Отчим Манон Франц Верфель описал жизнь и смерть падчерицы в двух рассказах, в частности, в «Манон». Манон Гропиус похоронена на Гринцингском кладбище рядом со своей матерью.